# Yes or Yes
Yes or Yes (estilizado como YES or YES) es el sexto EP del girl group surcoreano Twice. Fue lanzado el 5 de noviembre de 2018 por JYP Entertainment y distribuido por Iriver.

## Antecedentes
A principios de octubre de 2018, los anuncios con la frase «¿Te gusta TWICE? YES or YES» se publicaron en carteles del metro en Corea del Sur, llamando la atención en línea. El 11 de octubre, JYP Entertainment confirmó que Twice planeaba lanzar su tercer álbum coreano del año el 5 de noviembre. Yes or Yes se reveló como el título del álbum el 20 de octubre y un vídeo especial que conmemora el tercer aniversario de Twice contenía un breve clip del primer sencillo del álbum del mismo nombre.
Los días 28 de octubre, 30 de octubre y 1 de noviembre, JYP Entertainment, publicó a través de su canal de YouTube los tráileres Y, E y S, formando la  palabra Yes.
El 2 de noviembre JYP Entertainment, publicó el intro de la canción «Yes or Yes».
El 3 de noviembre JYP Entertainment, publicó el spoiler del disco.

## Lanzamiento
El 5 de noviembre, JYP Entertainment, lanzó el sexto EP de Twice, junto con el vídeo musical titulado con el mismo nombre. Además el videoclip logró posicionarse como número uno en tendencias en vídeos de Youtube a nivel mundial principalmente en los países; México, Corea del Sur y Japón.

## Lista de canciones
| Yes or Yes — Digital |                         |                                     |                                                      |                        |          |  |
| N.º                  | Título                  | Letras                              | Música                                               | Arreglo                | Duración |  |
| 1.                   | «Yes or Yes»            | Sim Eun-ji                          | David Amber, Andy Love                               | David Amber            | 3:49     |  |
| 2.                   | «Say You Love Me»       | Sophia Pae, Secret Weapon           | Sophia Pae, Secret Weapon                            | Secret Weapon          | 3:34     |  |
| 3.                   | «Lalala»                | Jeongyeon                           | Albil Albertsson, Akina Ingold                       | MUSSASHI(A.Albertsson) | 3:08     |  |
| 4.                   | «Young & Wild»          | Chaeyoung, Kim Hyun-yoo(Flying Lab) | Kim Petras, CJ Abraham, MXK                          | MXK                    | 3:03     |  |
| 5.                   | «Sunset»                | Jihyo                               | Maria Marcus, Lisa Desmond, Fast Lana, Secret Weapon | Secret Weapon          | 3:44     |  |
| 6.                   | «After Moon»            | Iggy (Oreo)                         | Iggy (Oreo)                                          | Woong Kim (Oreo)       | 3:25     |  |
| 7.                   | «BDZ» (versión coreana) | Park Jin-young                      | Park Jin-young                                       | Park Jin-young         | 3:16     |  |
| 24:00                |                         |                                     |                                                      |                        |          |  |